# Љубомир Поповић (ратник)
Љубомир Поповић (Мачкат, 1887— ?) био гранични каплар, учесник Балканских ратова и Првог светског рата и носилац Карађорђеве звезде са мачевима.
Рођен је 15. јуна 1887. године у Мачкату, општина Чајетина, у породици земљорадника Стевана и Јагоде. Редовни војни рок служио је од 1909. године у 1. чети 1. батаљона XVII пешадијског пука. У Првом светском рату борио се у Добровољачком одреду Војводе Вука. Највишим војним одликовањем одликован је за храброст у борбама на Леринској станици, Сивој стени и Кајмакчалану.
Као резервни пешадијски наредник и гранични каплар живео је 1934. године, са супругом Стојаном у селу Олакинци, срез мосурачки, бановина Вардарска, са службом у 41. чети 10. пододсека граничне трупе.